# چرمیژیت
سولفات (به انگلیسی: Tschermigite) با فرمول شیمیایی NH4 Al[SO4]2. 12 H2O از مجموعه کانی هاست و سفید   از نظر شکل بلور: ثانوی - درژیزمان‌های زغال سنگ و گازهای آتشفشانی، رنگ: پهن و کوتاه - سوزنی - اکتائدر، شفافیت: صدفی، شکستگی: شیشه ای، جلا: کامل - مطابق باسطح، رخ: سولفات، سیستم تبلور: چرمیژیت و در رده‌بندی مکعبی است همچنین خاصیت مغناطیسی شفاف
کاربرد آن: چک اسلواکی، از نظر ژیزمان محلول در آب، با مزه متمایل به شیرین. در شعله ذوب می‌شود و آمونیاک متصاعد می‌نماید. با الکل تمیز می‌شود. کانی مشابه آن میرابیلیت است که از نظر رخ از آن متمایز می‌شود. از نام محلی چرمنیکی Cermniky در چک اسلواکی مشتق شده‌است. یافت می‌شود.

## منبع
- پردیس کشاورزی ایران